# JWH-018
JWH-018 (1-pentyl-3-(1-naphthoyl)indole) è un analgesico chimico della famiglia delle naphthoylindoline. Si comporta come un agonista totale su entrambi i recettori cannabinoidi con un po' più affinità per il CB2. Produce negli animali e negli uomini effetti simili al THC,e proprio per questa motivazione il JWH-018 è stato largamente utilizzato come principio attivo in alcuni dei più popolari sostituti sintetici della cannabis come: Spice ed N-joy, delle smart drug, vendute in tutto il mondo tramite internet e in alcuni smart shop. 
Da evidenziare come l’uso umano di questo composto, a differenza dei cannabinoidi naturali, possa portare a conseguenze letali dell’organismo, oltre che apportare danni alla psiche ed una forte dipendenza psicologica. 

## Stato legale
| Nazione     | Data della sottoposizione a controllo delle sostanze                                                                               | Note  |
| ----------- | --- | ----- |
| Francia     | 27 febbraio 2009 | [ 3 ] |
| Germania    | 22 gennaio 2009 | [ 4 ] |
| Irlanda     | 11 maggio 2010 | [ 5 ] |
| Italia      | 2 luglio 2010 | [ 6 ] |
| Regno Unito | 23 dicembre 2009 | [ 7 ] |
| Svezia      | 30 luglio 2009 | [ 8 ] |
| USA         | 1º marzo 2011 (sostanza posta federalmente sotto controllo per il periodo di un anno, con riserbo di proroga per ulteriori 6 mesi) | [ 9 ] |